# KIAA1539
KIAA1539‏ (Family with sequence similarity 214 member B) هوَ بروتين يُشَفر بواسطة جين KIAA1539 في الإنسان.